# آل موسى بوبك (الصومعة)

تعديل مصدري - تعديل

ال موسى بوبك هي إحدى قرى عزلة الصومعة بمديرية الصومعة التابعة لمحافظة البيضاء، بلغ تعداد سكانها 247 نسمة حسب تعداد اليمن لعام 2004.